# Neuvy-Bouin

Neuvy-Bouin este o comună în departamentul Deux-Sèvres, Franța. În 2009 avea o populație de 487 de locuitori.